# Sasunci Dawit
Sasunci Dawit (orm. Սասունցի Դավիթ) – stacja metra w Erywaniu, otwarta jako część pierwotnej trasy metra w marcu 1981 roku. Jej nazwa upamiętnia Dawida z Sasunu, bohatera najważniejszego ormiańskiego eposu narodowego, którego pomnik znajduje się przed wejściem na stację. Stacja posiada jeden peron wyspowy, zlokalizowany na powierzchni ziemi.
Stacja jest połączona pieszym przejściem podziemnym z kolejowym dworcem głównym.

## Galeria

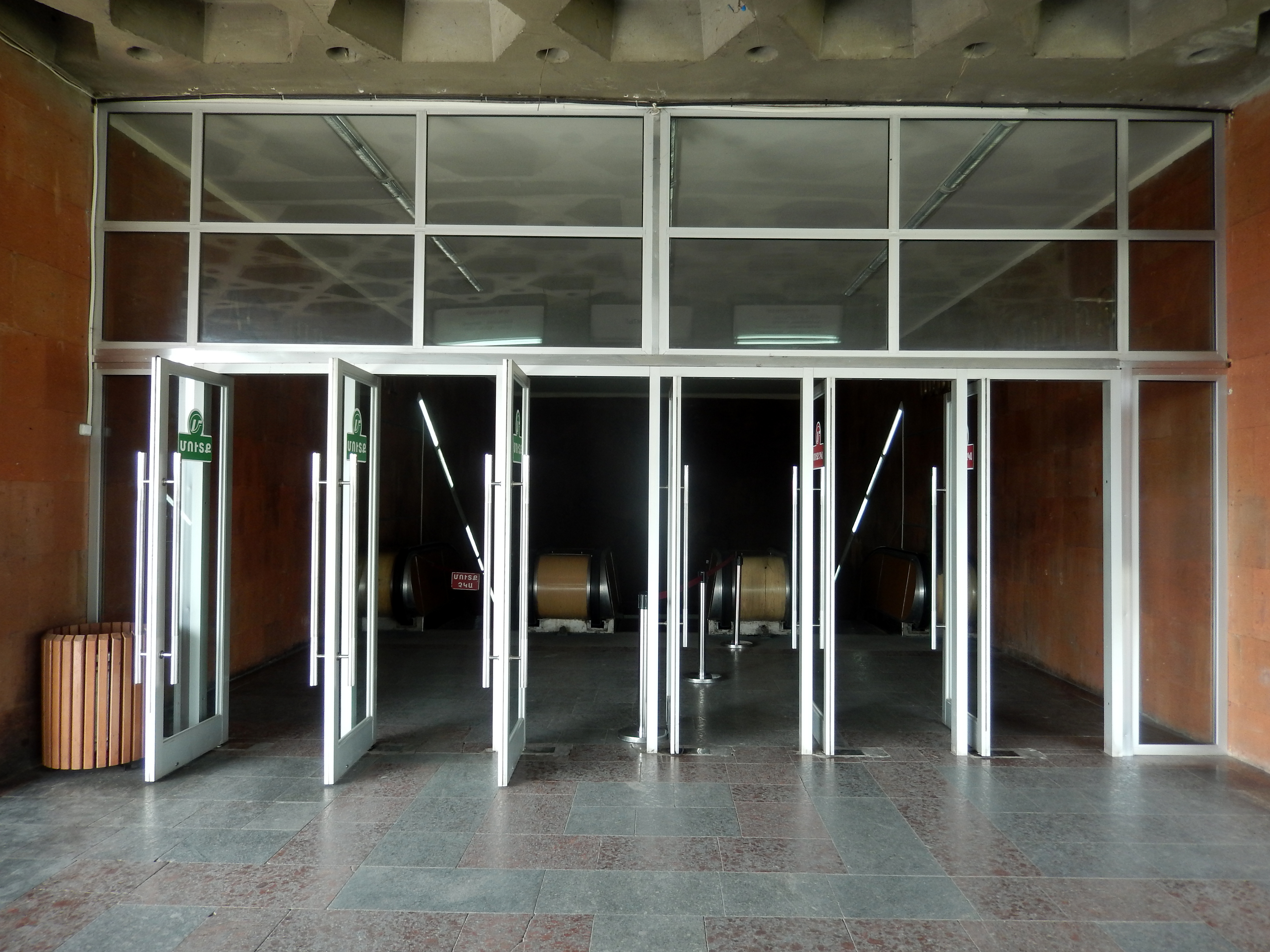
Wejście na stację
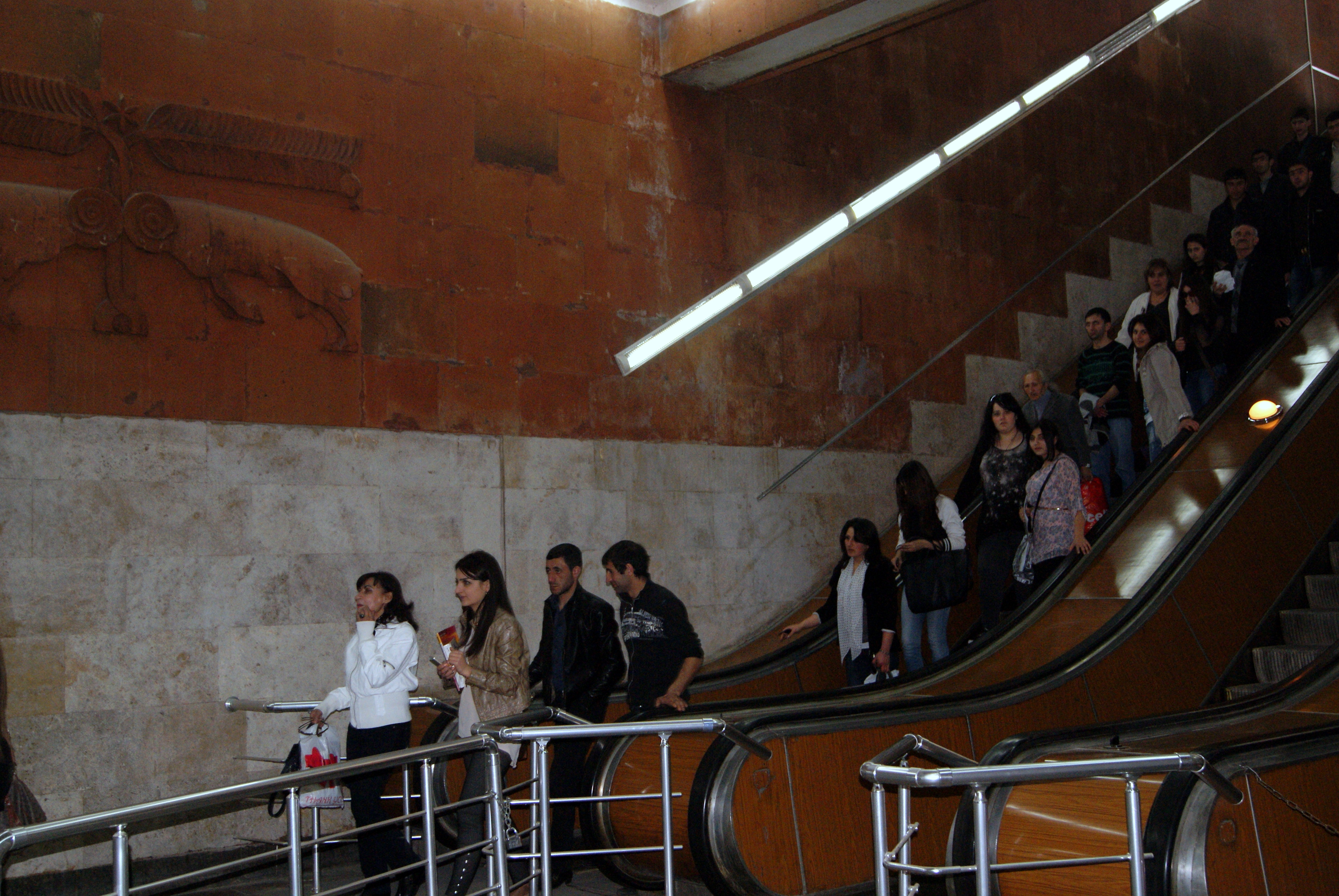
Schody ruchome
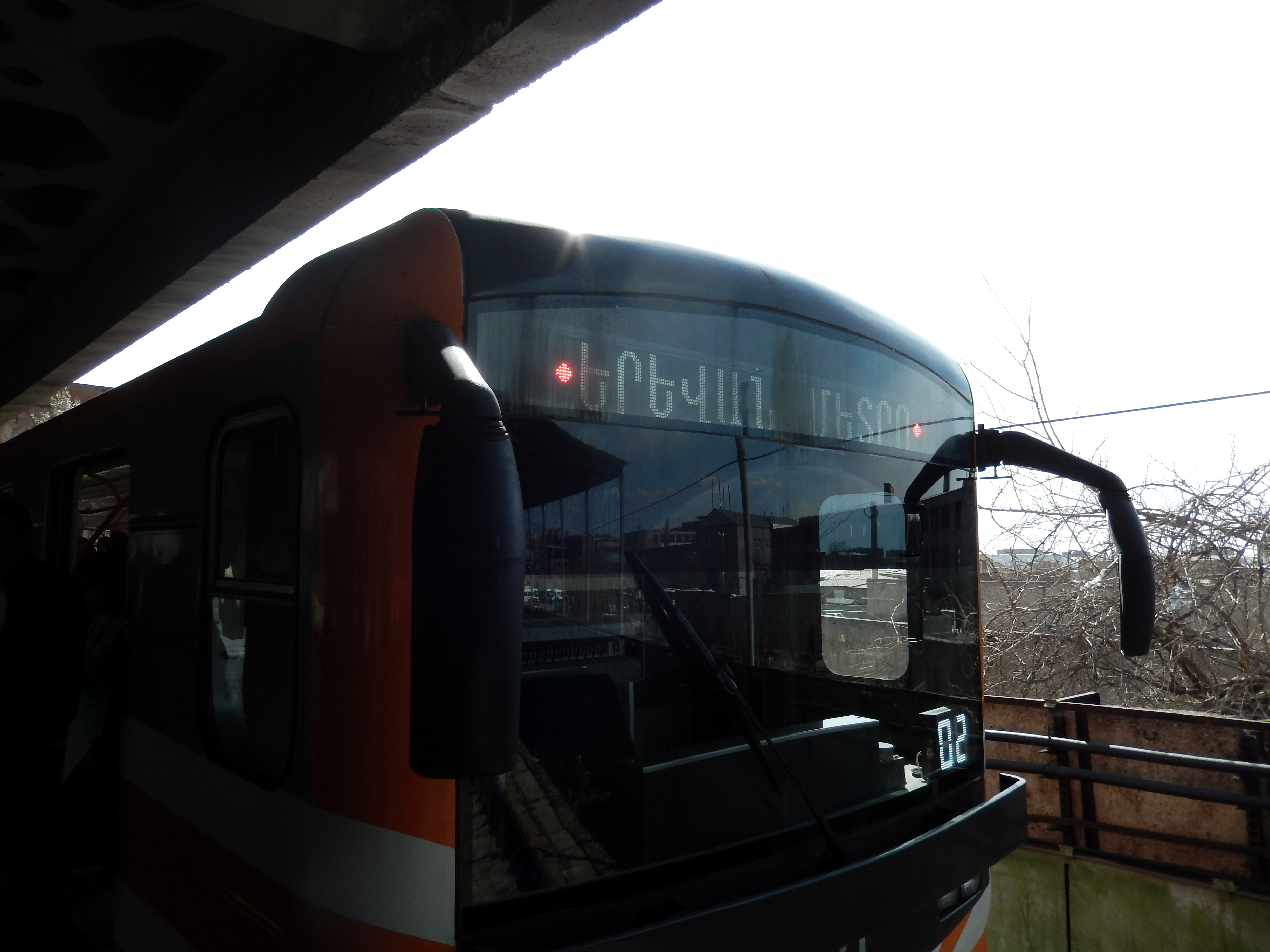
Pociąg metra w czasie postoju na stacji
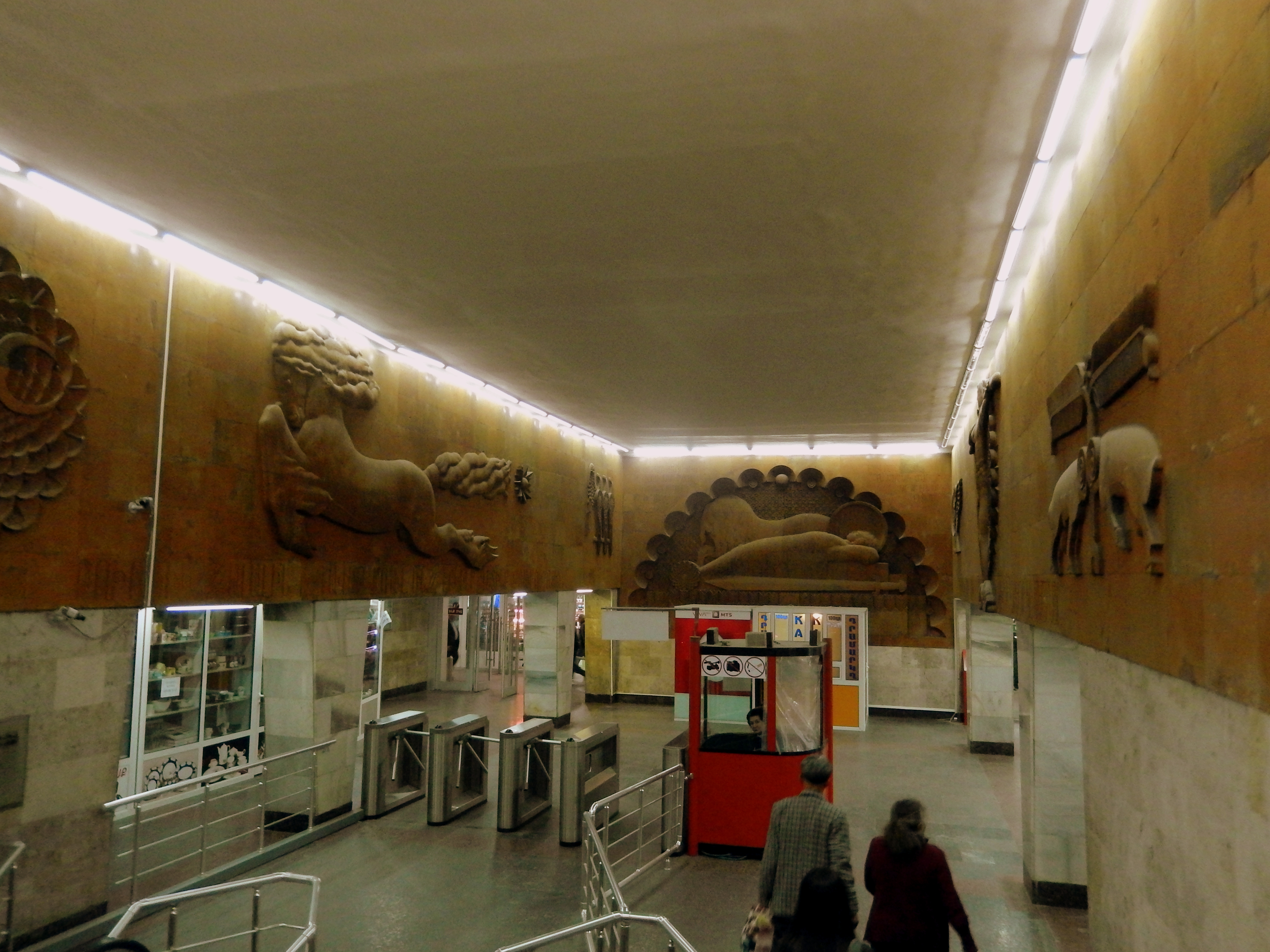
Wnętrze stacji